# Molkenrain
Le Molkenrain (1 125 mètres) est un sommet secondaire des Vosges dans le Haut-Rhin situé au-dessus de Cernay à 19 km au nord-ouest de Mulhouse. Une ferme auberge, deux relais hertziens de type pylône autoportant de 20 et 25 m de haut pour téléphonie mobile exploités par les opérateurs SFR et Bouygues (alt. : 1 104 m), et un refuge sont présents dans la zone sommitale.

## Toponymie

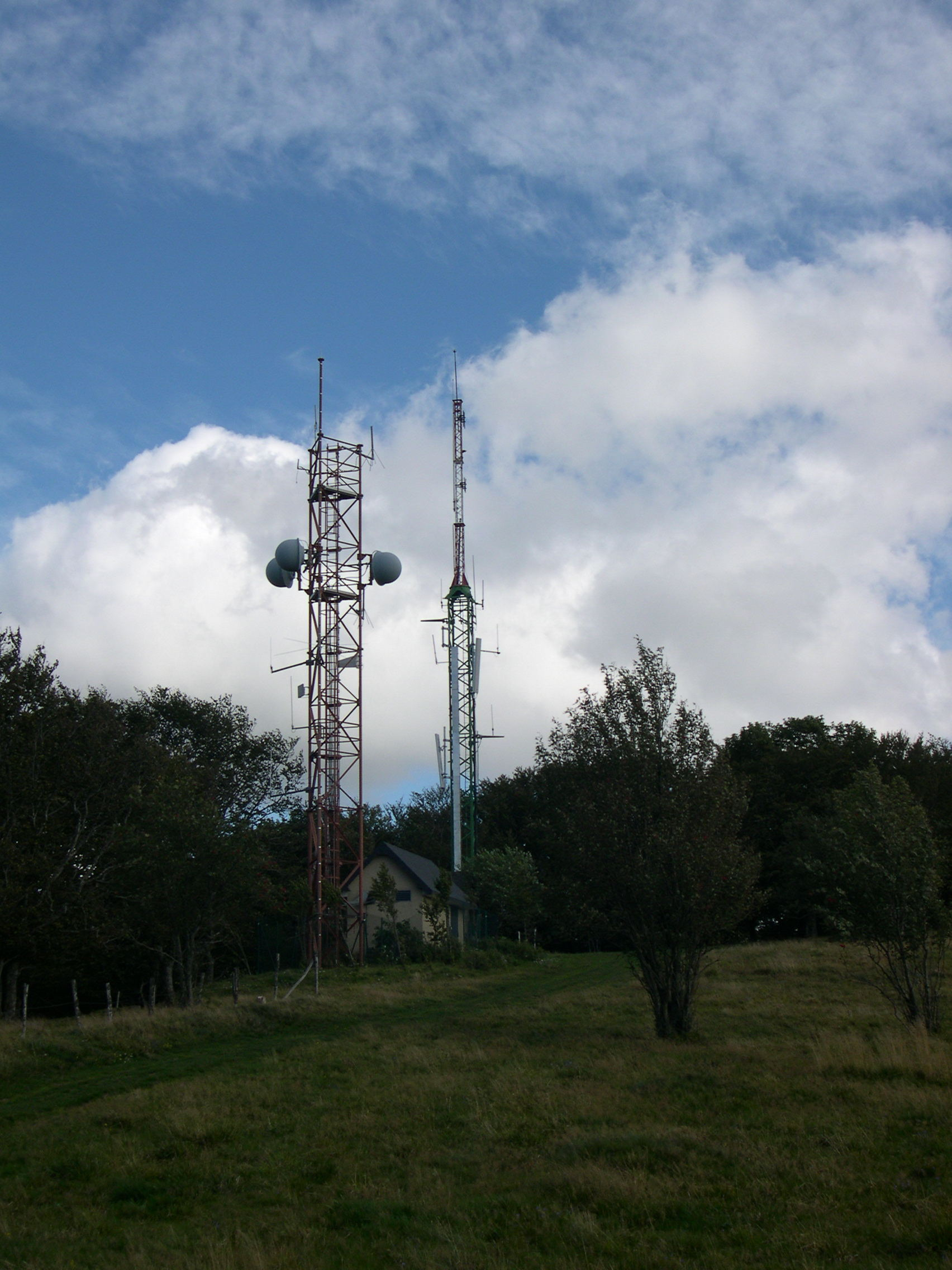
L'antenne au sommet.

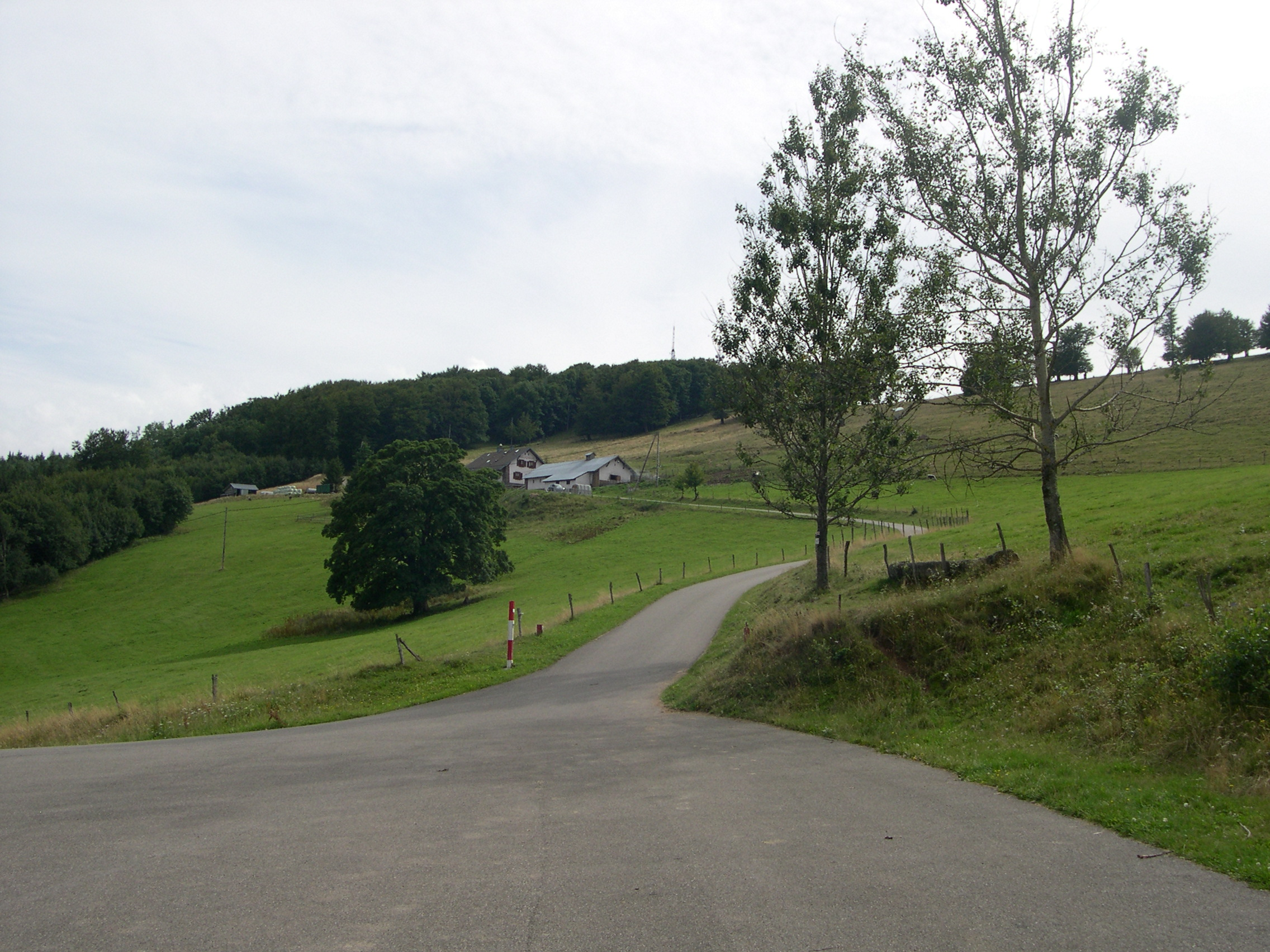
La ferme auberge.

Le toponyme est attesté dès le XVIe siècle sous la forme Mulckenrain (Urbaire de Wattwiller, 1550). Le mot est apparemment un composé de « Molke » terme alémanique signifiant « lait » ou « produit laitier » que l'on trouve dans un toponyme soultzien dès le XIVe siècle (« by dem Molckenburnen », 1357), et de « Rain » signifiant « talus » ou « bord en pente », trouvé sous la forme « Raÿn » dès 1477 et traduit par « hauteur » au XVIIIe siècle. Molkenrain peut donc se traduire par « talus du lait » ou « hauteur du lait ».

## Géographie
Cette montagne borde la route des Crêtes (D 431) dans la descente vers Uffholtz, elle est située à proximité du Riesenkopf et du col du Silberloch au sud du Grand Ballon.

## Culture
Le refuge Sihlbach au Molkenrain a servi de cadre aux scènes tournées dans le chalet du film Jules et Jim de François Truffaut en 1962,.